# Dasyprocta cristata
Агуті чубатий (Dasyprocta cristata) — вид гризунів родини агутієвих, що мешкає у Гвіані, Гаяні, Суринамі. Зустрічається в низинних вологих первинних і вторинних лісах.